# Кобельт, Георг Людвиг
Георг Людвиг Кобельт (нем. Georg Ludwig Kobelt 12 марта 1804 - 18 мая 1857) — немецкий анатом. Изучал медицину в Гейдельбергском университете, где его преподавателем был известный анатом, физиолог и зоолог Фридрих Тидеманн (1781-1861). Получил степень доктора медицинских наук в 1833 году, в дальнейшем работал прозектором в Гейдельберге. С 1841 года — прозектор в Университете Фрайбурга, в 1844 становится адъюнктом. Наконец, в 1847 году получает профессорское звание.
Кобельт известен своими трудами по половой анатомии. В 1844 году он публикует труд «Die männlichen und weiblichen Wollust-Organe des Menschen und einiger Säugetiere» («Мужские и женские органы сексуального возбуждения у человека и некоторых других млекопитающих»), который имел значительное влияние на анатомическую науку. В частности, там впервые появляется всеобъемлющее и точное описание функции клитора.
В его честь названы «канальцы Кобельта» — остатки мезонефрических протоков в околояичниковом придатке ("paroophoron"), которые, впрочем, чаще называют «Вольфовыми канальцами» — в честь другого немецкого анатома, К. Ф. Вольфа.

## Работы
- "Diss. inaug. med. sistens disquisitionem historicam de cordis et praecordium vitiis organicis cura Valsalviana et Albertiana persanandis." Dissertation, Heidelberg, 1833.
- "Beiträge zur Anatomie und Physiologie." Heidelberg, 1840.
- "Die männlichen und weiblichen Wollustorgane des Menschen und einiger Säugethiere u.s.w." Freiburg, 1844. Fr. Translation von H. Kaula, Strasbourg and Paris, 1851.
- "Der Nebeneierstock des Weibes, das längst vermisste Seitenstück des Nebenhodens des Mannes u.s.w." Heidelberg, 1847.